# 8XR
8XR ist eine kostenlose, browserbasierte Spiel-Engine zur Erstellung von 3D-Spielen mit HTML5 und dem Entity-Komponentensystem. Die Engine umfasst ein Werkzeug zur Grafikerstellung und eine visuelle Skriptsprache.

## Beschreibung
Die Engine wurde von den Softwareingenieuren, Mark Korshakov und Slava Sabinin, entwickelt. Die Beta-Version des Produkts wurde im Mai 2021 vorgestellt.
8XR ermöglicht es Nutzern, auf einfache Weise eine 3D-Welt voller Objekte, Modelle und Texturen zu erstellen, ohne dass sie vorher über Programmierkenntnisse verfügen müssen.
Die Engine verwendet three.js und WebGL. Obwohl die Arbeit mit der Engine über einen Browser erfolgt, kann das Ergebnis auch für VR/AR-Headsets heruntergeladen werden.
Telegrams TON Gamefi mit 950 Millionen Nutzern weltweit verwendet die 8XR-Engine.